# Fobos (mitologija)
Fobos je bil v grški mitologiji bog strahu in groze. Njegov oče je bil Ares.